# Chris Brown (album)
Pour les articles homonymes, voir Chris Brown (homonymie).
Albums de Chris Brown
Exclusive
Chris Brown est le premier album du chanteur de pop/R&B Chris Brown, sorti en 2005. 

## Liste de titres
1. Intro
2. Run It ! (avec Juelz Santana)
3. Yo (Excuse Me Miss)
4. Young Love
5. Gimme That
6. Ya Man Ain't Me
7. Winner
8. Ain't No Way (You Won't Love Me)
9. What's My Name (avec Noah)
10. Is This Love
11. Poppin
12. Just Fine
13. Say Goodbye
14. Run It ! (So So Def Remix) (avec Bow Wow)
15. So Glad
16. Thank You

## Singles
- Run It!
- Yo (Excuse Me Miss)
- Gimme That
- Say Goodbye